# Alameda de la Sagra
Alameda de la Sagra è un comune spagnolo di 3 478 abitanti situato nella comunità autonoma di Castiglia-La Mancia.